# حسين بوت
حسين بوت (7 أغسطس 1976 بباكستان - ) هو لاعب كريكت صيني. شارك مع منتخب هونغ كونغ للكريكت.